# دنی کامپتون
دنی کامپتون (انگلیسی: Denis Compton؛ ۲۳ مهٔ ۱۹۱۸ – ۲۳ آوریل ۱۹۹۷) یک بازیکن فوتبال، و بازیکن کریکت اهل بریتانیا بود.